# H. Ahlers & Berg
Die H. Ahlers & Berg GmbH war ein deutscher Hersteller von Automobilen in Kiel.

## Unternehmensgeschichte
Das Unternehmen begann 1924 mit der Produktion von Automobilen. Der Markenname lautete Bergo. Im gleichen Jahr endete die Produktion.

## Fahrzeuge
Das Unternehmen stellte Kleinwagen her. Die Fahrzeuge boten wahlweise Platz für eine oder zwei Personen. Die Modellbezeichnung lautete Typ A III 1,98/7,5 PS. Daraus abgeleitet verfügte der Motor über 347 cm³ Hubraum, falls es sich um einen Zweitaktmotor handelte, und 7,5 PS Leistung.